# Кефайя

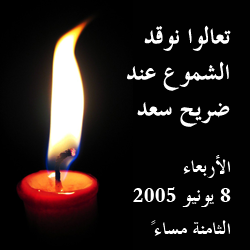
Плакат движения Кифая

Kifaya (араб. كفاية‎  ; также Kifaja и Kefaya;  [kefæːjæ] ; Полное название: el-Haraka el-masriyya min agl et-taghyir) — массовое движение в Египте. Было основано в Каире в 2004 году как движение за прямые выборы президентской администрации Египта, которые в течение предыдущих 23 лет выигрывал Мухаммед Хусни Мубарак. Одним из их лозунгов движения стал клич «Кифайя!» (египетский арабский: «Хватит!»), что означало призыв к прекращению полномочий Мубарака. Движение поддерживается широкой коалицией левых и среднего класса, светских общественных кругов и членов Братьев-мусульман.
В декабре 2004 года движение провело первую демонстрацию в эпоху Мубарака, с призывом к отставке последнего. В апреле 2005 года движение провело демонстрации в 15 разных городах, в том числе в Луксоре и Каире. По разным данным, были избиты и временно арестованы от 45 до более 75 человек. На демонстрациях были представлены такие лозунги, как «Остановить коррупцию» и «Долой Мубарака».
После того, как Мубарак был официально переизбран в сентябре 2005 года 88,6 % голосов, а репрессии против движения продолжились, движение утратило свою активность. Но оно считается важным предшественником революции в Египте в 2011 году.